# かみむらしんや
かみむら しんや（上村 真也、1968年11月12日 - ）は、大阪府東大阪市出身、オフィスセブン所属の北海道のローカルタレント。

## プロフィール
大阪府東大阪市出身。東大阪市立日新高等学校中退。
当初は大阪で裏方として働いていたが、後に自ら表に出るようになる。芸能活動当初は「おふぃすせぶん」と名乗りコンビ活動をしていたが、相方が体調不良を理由に引退したため解散。以降、北海道内の様々な店舗を紹介するローカル番組に出演している。

## 主な活動
自身が主催するお笑いライブへ出演している。北海道内のホステスNo.1を決定する「ミスウォーターズグランプリ2006」では司会進行も務めた。
2019年10月より本人が代表を務める事務所の経営状態が更に悪化した(真偽は不明)との事で、「ぜっぺきーん～そろそろ引退考えてますキャンペーン」と銘打ったツアーを開催する。

### その他の活動
2007年に自身がメニュー考案などを行い完全プロデュースしたお好み焼き店を札幌市内にオープンさせた。

## 出演番組

### レギュラー番組
テレビ北海道
- しんや一族
- 民間福祉情報バラエティ ミンフク

北海道放送
- ちっぷいんBogey

FM-JAGA
- 金曜しんや倶楽部→日曜しんや倶楽部

### 過去の出演番組
テレビ北海道
- よるのたまご
- すすきの天国 よるたま
  - よるたま2→3→4→V→VI→7→八→GT→Z
  - よるたま ネオ
  - すきタマ TV
- パーラーちょもらんま
- しんやいちぞく
- くるまによんじん
- 旅コミ北海道～おでかけじゃらん～
- ぶっちゃけ！終活TV→ぶっちゃけ！ミエルカTV

北海道放送
- 気になるパンプキン
- ＢＡＳＨＡ ＢＡＳＨＡ
- ビタミンTV

北海道文化放送
- 禁断どんす
- 旅天国～飛び出せじゃらん～

北海道テレビ放送
- パチンコの王様
- 連チャン革命パーラー.del Z
- モザイクな夜
- ハーイ朝です
- 発信!生スタ 早起きクマさん
- しんや家族
- プリパチ

NHK
- 大好き北海道

ジェイコム札幌
- ギャンブル大帝
- 十勝しんや倶楽部（OCTV帯広シティーケーブル）
- 北海道発エゾ鹿セブン